# Lex Burgundionum
La Lex Burgundionum (conosciuta anche come Liber costitutionum o Lex Gundobada) è un codice redatto da Gundobado re dei Burgundi tra gli ultimi anni del V secolo e il 516  per i Burgundi, di cui probabilmente il successore Sigismondo curò una riedizione. Persegue intenti analoghi a quelli della lex Wisigothorum, ordinata da Alarico II re dei Visigoti, approvata nel 506 d.C. 
La lex Burgundiorum consta di un codice unitario di 46 libri, con brani provenienti dai codici gregoriano, ergemoniano e teodosiano, delle novelle, delle Pauli sententiae ed un’epitome delle istituzioni di Gaio, qualificandosi come codice di derivazione strettamente romanica.

## Descrizione
Codice molto semplice e serviva per facilitare l'ingresso dei Burgundi nelle norme scritte abituati ancora come erano, a seguire le consuetudini proprie, il linguaggio è romano-volgare anche questo per facilitare la comprensione dell'opera da parte dei Burgundi.

## Vigenza e influenze
Questo codice fu in vigore dalla fine del V secolo fino a oltre il periodo di annessione della Borgogna nei territori Burgundi. Per la redazione Gundobado fu influenzato dalle leggi di Eurico alcune delle quali vengono riprese o anche modificate. Importante è anche l'introduzione fatta da Gundobado dove dice che questa servirà per risolvere le controversie tra Burgundi e Romani. Il codice fu influenzato anche dalla Lex Visigothorum ed esso stesso influenzò a sua volta la Lex Ribuaria dei Franchi.